# William E. Nichol
William Edison Nichol (* 12. März 1918 in Windsor, Colorado; † 29. November 2006 in Scottsbluff, Nebraska) war ein US-amerikanischer Politiker. Zwischen 1987 und 1991 war er Vizegouverneur des Bundesstaates Nebraska.

## Werdegang
Zwischen 1919 und 1926 lebte William Nichol in South Dakota, wo sein Vater als Farmer arbeitete. Dann kam er nach Nebraska, wo er die öffentlichen Schulen in Scottsbluff besuchte. Im Jahr 1940 absolvierte er die Nebraska Wesleyan University. In den folgenden Jahren war er auf der Farm seines Vaters im Mitchell Valley in Nebraska beschäftigt. Dann wurde er in Scottsbluff in der Versicherungsbranche tätig. Außerdem wurde er Eigentümer des Scottsbluff Credit Bureau. Zwischenzeitlich gab er auch die Zeitschrift Business Farmer heraus. Politisch schloss sich Nichol der Republikanischen Partei an. Acht Jahre lang saß er im Stadtrat von Scottsbluff. Zwei Jahre lang war er dort auch Bürgermeister. Ebenfalls über einen Zeitraum von acht Jahren gehörte er dem Bezirksrat im Scotts Bluff County an. Zwischenzeitlich war er dessen Vorsitzender. 1974 wurde er in die Nebraska Legislature gewählt, deren Vorsitz er später übernahm. Insgesamt war er zwölf Jahre lang Mitglied im Staatsparlament. Acht Jahre lang leitete er dort den Justizausschuss.
1986 wurde Nichol an der Seite von Kay Orr zum Vizegouverneur von Nebraska gewählt. Dieses Amt bekleidete er zwischen 1987 und 1991. Dabei war er Stellvertreter der Gouverneurin und formaler Vorsitzender der Nebraska Legislature. Im Jahr 1991 verzichtete er auf eine weitere Kandidatur. Nichol war auch Mitglied mehrerer Organisationen und Vereinigungen seiner Heimat. Er starb am 29. November 2006 in Scottsbluff.